# 達米安·沃伊塔謝克
達米安·沃伊塔謝克（波蘭語：Damian Wojtaszek；1988年9月7日—）是一位波蘭排球運動員。他現在效力於波蘭球隊Asseco Resovia Rzeszów。他也是波蘭國家男子排球隊的一員。